# 940-talet f.Kr.

## Händelser
- 946 f.Kr. – Zhou gong wang blir kung av den kinesiska Zhoudynastin.
- 945 f.Kr. – Shoshenq I efterträder Psusennes III som farao av Egypten, varvid man byter dynasti från 21:a till 22:a.

## Födda
- 943 f.Kr. – Deleastartus, kung av Tyros.

## Avlidna
- 947 f.Kr. – Zhou mo wang, kung av den kinesiska Zhoudynastin.
- 945 f.Kr. – Psusennes III, egyptisk farao.